# Giełgudyszki (gmina)
Giełgudyszki – dawna gmina wiejska istniejąca na przełomie XIX i XX wieku w guberni suwalskiej. Siedzibą władz gminy były Giełgudyszki (lit. Gelgaudiškis).
Za Królestwa Polskiego gmina Giełgudyszki należała do powiatu władysławowskiego w guberni suwalskiej (od 1867). Była to najdalej na północ wysunięta gmina Królestwa.
Po odzyskaniu niepodległości przez Polskę i Litwę powiat władysławowski na podstawie umowy suwalskiej wszedł 10 października 1920 w skład Litwy.